# Iscadia
Iscadia is een geslacht van vlinders van de familie visstaartjes (Nolidae), uit de onderfamilie Collomeninae.

## Soorten
- I. aperta Walker, 1857
- I. buckleyi Druce, 1890
- I. diopis Hampson, 1905
- I. duckinfieldia Schaus, 1906
- I. glaucograpta (Hampson, 1912)
- I. leena Druce
- I. montei Da Costa Lima, 1936
- I. nigra Schaus, 1906
- I. phaeoptera Dognin, 1911
- I. producta Dognin, 1900
- I. variegata Druce, 1910
- I. viettei (Berio, 1955)